# Tvåbandad getingfluga
Tvåbandad getingfluga (Chrysotoxum bicinctum) är en blomfluga som tillhör släktet getingblomflugor. 

## Utseende
Den tvåbandade getingflugan har en svart grundfärg med gula teckningar på ryggskölden och karaktäristiska i mitten avbrutna gula band på bakkroppens andra och fjärde tergit. Det bakersta bandet kan ibland saknas på mörka individer. Längden är oftast mellan 10 och 13 millimeter, ibland något kortare. Vingarna har mörka vingfläckar. 

## Utbredning
Tvåbandad getingfluga förekommer i större delen av Europa, i Nordafrika och vidare österut till Bajkalområdet och Mongoliet. I Sverige förekommer den i hela landet utom i fjällen.

## Ekologi
Tvåbandad getingfluga förekommer i gläntor och bryn intill löv- eller barrskog, eller vid stränder och våtmarker. Ofta besöker de flockblommiga eller korgblommiga växter men även många andra blommor. De flyger från mitten av juni till mitten av september, men enstaka exemplar ses ibland redan i maj. Larven lever i marken på rotlevande bladlöss som vårdas av myror. 

## Etymologi
Det vetenskapliga namnet bicinctum betyder 'dubbelt omgjordad', vilket syftar på bakkroppens två gula band.